# NGC 1933
NGC 1933 (другое обозначение — ESO 85-SC77) — рассеянное скопление в созвездии Золотая Рыба.
Этот объект входит в число перечисленных в оригинальной редакции «Нового общего каталога».
Джон Гершель наблюдал NGC 1933 четыре раза. Во время последнего наблюдения он заметил очень маленький объект в 80" к западу, оказавшийся звездой 13-й величины (это была NGC 1932) и несколькими другими звёздами, разбросанными вокруг. Лаубертс в том регионе неба обнаружил только один незвёздный объект, поэтому неправильно предположил, что NGC 1933 и NGC 1932 — один и тот же объект.